# Catochrysops didda
Catochrysops didda är en fjärilsart som beskrevs av Vincenz Kollar 1848. Catochrysops didda ingår i släktet Catochrysops och familjen juvelvingar. Inga underarter finns listade i Catalogue of Life.